# Рајна
Рајна (хол. Rijn; лат. Rhenus) једна је од најдужих и најважнијих река у Европи дуга 1.230 km, с просечним протоком од више од 2.290 m³ воде у секунди. Име Рајна долази од келтског Renos, што дословце значи „она која тече”, од праиндоевропског корена rei- („тећи, трчати”).
Рајна и Дунав образовали су највећи део северне границе Римског царства, и од тих времена Рајна је виталан пловни водени пут, којим се превози роба у унутрашњост континента. Служила је и као одбрамбена линија, а често је регионална и међународна граница. Многи замкови и праисторијска утврђења сведоче о њеној важности као воденог пута.

## Име
Све варијанте имена Рајне у модерним језицима су изведене из галског имена Rēnos, које је било адаптирано у географији римске ере (1. век п. н. е.) као грчко Ῥῆνος (Rhēnos) и латинско Rhenus.
Спеловање са Rh- у енглеској речи Rhine, као и у немачкој Rhein и француској Rhin је последица утицаја грчке ортографије, док је вокализација -i- услед протогерманске адаптације галског имена као *Rīnaz, преко старофранкијског што је дало староенглеско Rín, старовисоконемачко Rīn, рано средњохоландко (око 1200) Rijn (у то време спеловано Ryn или Rin).
Двоглас у савременом немачком Rhein (исто тако усвојен у романшу Rein, Rain) је централнонемачки развој раног модерног периода, док име у алеманским диалектима Rī(n) задржава старији вокализам, као и рипуарско Rhing, док фалечки дијалект има одвогласовљено Rhei, Rhoi. Шпански је сагласан са француским у адаптацији германског вокализма Rin-, док италијански, окситански и португалски задржавају латинско Ren-.
Галско име Rēnos (протокелтско или прекелтско *Reinos) припада класи имена река изграђених од прото-индоевропског корена *rei- „да се креће, протиче, покреће”, такође присутног у другим именима као што је Рено у Италији.
Граматички род келтског имена (као и његове грчке и латинске адаптације) је мушки, и име остаје мушког рода у немачком, холандском и француском. Староенглески назив за реку био је разнолико модулисан као мушки и женски; а његова старонордијска адаптација је промењена у женски род.

## Географија

### Швајцарска
Извор Рајне је у швајцарским Алпима у кантону Граубинден, где се спајају њене две притоке, Фордерајн и Хинтерајн. Фордерајн извире из језера Тума у горњим Алпима и тече кроз живописни кањон Руинoа (швајцарски Велики кањон). Хинтерајн почиње од глечера Паради на јужној граници Швајцарске. Једна од каснијих притока дотиче из долине Вал де Леј у Италији.
Обе притоке састају се у близини места Рајхенау у Граубиндену. Одатле Рајна, као Алпска Рајна, тече на север до границе Лихтенштајна и касније Аустрије, а затим се улива у Боденско језеро. Понови се излива из Боденског језера, и као Горња Рајна пролази преко Водопада Рајне, где се у њу улива река Аре, која готово дупло увећава количину воде до готово 1.000 m³ у секунди. Затим чини границу Немачке док се не окрене ка северу код Колена Рајне код Базела.

### Немачка и Француска
После Базела, као Горња Рајна, формира јужни део границе између Немачке и Француске у широкој долини, пре него што уђе у Немачку код Рајнштетена, у близини Карлсруеа.
Дуга више од 1000 km Рајна највећим делом пролази кроз Немачку. Ту се у Рајну уливају бројне притоке, као што су Некар, Мајна и касније Мозел, која доноси додатних 315 m³ воде у секунди.
Између Бингена и Бона, Средња Рајна тече кроз Рајнски кланац, формацију створену ерозијом, која се догодила отприлике у истом периоду када се околно земљиште уздигло, док је река остала на свом првобитном нивоу. Кланац је врло дубок, а познат је по многобројним замковима и виноградима. Налази се на листи Светске баштине, а познат је као „романтична Рајна”, са више од 40 замака и тврђава из средњег века и многих живописних виноградарских села.
Иако има доста индустријских места дуж Рајне, највећи део индустрије сконцентрисан је око Доње Рајне у Рурској области, где Рајна пролази поред већих градова, Келна, Диселдорфа и Дуизбурга. Река Рур, која се улива у Рајну код Дуизбурга је изненађујуће чиста и користи се као вода за пиће. Она додаје Рајни још 70 m³ воде у секунди. Међутим, друге реке из Рурске области, пре свих Емшер, су прилично загађене. Приближујући се холандској граници Рајна достиже просечни проток воде од 2.290 m³ у секунди, а просечна ширина јој је више од 300 m.

### Холандија
Рајна потом скреће на запад и улази у Холандију, где заједно с рекама Меза и Шелда образује широку делту. На граници код Спајка, у близини Најмегена и Арнема Рајна је најшира, али се затим дели на три главна рукавца: Вал, Недеррајн (Доња Рајна) и Ајзел.
Одавде ситуација постаје прилично компликована, јер име „Рајна” више није повезано само с главним током реке. Највећа количина рајнске воде (две трећине) тече даље на запад Валом, где се спаја с Мезом и улива у Северно море. Други рукавац Вала пролази кроз Ротердам и тече даље до Северног мора, а трећи рукавац се одваја код Дордрехта.
Друга трећина воде тече кроз Панерденс канал и раздваја се на Ајзел и Недеррајн. Рукавац Ајзела носи око једне деветине воденог тока у Ајселмер (бивши залив), док Недеррајн тече паралелно с Валом и носи око две деветине воде. Међутим, код Вајк бај Дурштедеа Недеррајн мења име и постаје река Лек. Она тече даље на запад, где се спаја с првим рукавцем и улива у Северно море.
Име „Рајна” одавде се користи само за мање рукавце даље на северу који су у римско доба чинили главни ток реке Рајне. Иако носе то име, ови рукавци заправо и не носе воду реке Рајне, већ служе за исушивање околног земљишта и полдера. Од Вај бај Дурштедеа, стари северни рукавац Рајне зове се „Вијугава Рајна” (Kromme Rijn) и пролази кроз Утрехт и даље до Северног мора.

## Геолошка историја
Рајна тече од Алпа до базена Северног мора; географија и геологија данашњег водотока се развијала од почетка алпске орогенезе.
У јужној Европи, сцена је била постављена у тријасном периоду мезозоика, уз отварање океана Тетис, између евроазијске и афричке тектонске плоче, између 240 МПС и 220 МПС (милиона година пре садашњости). Садашње Средоземно море потиче од овог донекле већег мора Тетиса. На око 180 МПС, у јурском периоду, две плоче су промениле правац и почеле су да спуштају подове Тетиса, што је довело до субдукције под Евроазијом и гурањем навише ивице те плоче у алпској орогенези током периода олигоцена и миоцена. Неколико микроплоча су захваћене процесом притискања и ротирале су или су биле гурнуте бочно, стварајући појединачне карактеристике медитеранске географије: Иберија је потиснула Пиренеје; Италија Алпе и Анатолија крећући се западно, планине Грчке и острва. Компресија и орогенеза се настављају данас, што се испољава текућим подизањем планина малих размера сваке године и активним вулканима.
У северној Европи, базен Северног мора се формирао током периода тријаса и јуре и од тада наставио да постао слив који прихвата седименте. Између зона алпске орогенезе и таложења базена Северног мора, остала висока подручја произилазе из раније орогенезе (Херцинске), као што су Ардени, Ајфел и Вогези.
Од времена еоцена надаље, текућа алпска орогенеза узроковала је развој система процепа у правцу север—југ у овој зони. Главни елементи овог процепа су Горњи гребен Рајне, у југозападној Немачкој и источној Француској и Доњи залив Рајне, у северозападној Немачкој и југоисточној Холандији. До времена миоцена, речни систем се развио у Горњи гребен Рајне, који се наставља на север и сматра се првобитном реком Рајном. У то време још није носио падавине са Алпа; уместо тога, сливови Роне и Дунава су дренирали северну страну Алпа.

## Већи градови
Базел, Стразбур, Брајзах, Карлсруе, Манхајм, Лудвигсхафен, Визбаден, Мајнц, Кобленц, Бон, Келн, Диселдорф, Дуизбург, Арнем (Nederrijn), Најмеген (Waal), Утрехт (Kromme Rijn), Ротердам (Nieuwe Maas).

## Канали
- Амстердам-Канал Рајне
- Канал Рајна—Мајна—Дунав
- Шелт-Канал Рајне
- Рајна-Канал Херн који је веза са Дортмунд-Канал Емса и Mittellandkanal.

## Праисторија

### Палеолит
За време Средњег палеолита, око 100.000-30.000. п. н. е. (датуми увелико варирају) западну Европу, укључујући долине Рајне и Дунава, настањивао је Неандерталац, који је припадао мустеријанској култури камених оруђа. Верује се да је Неандерталац еволуирао од свог претходника Хомо еректуса у близини глечера, али ово питање није дефинитивно решено.
Неандерталска налазишта су заступљенија на југу, где су преовладавале отворене шуме, а кречњачки терен је нудио више пећина за становање. Рајна је текла кроз отворену тундру, где су Неандерталци ловили крупну дивљач, као што је длакави носорог и мамут. Због тога су мустеријанска налазишта откривена у и око долине Рајне.

### Мезолит
Пре отприлике 5600 година п. н. е., долину Рајне, као и највећи део Европе, настањивао је Кромањонац на мезолитском ступњу културног развоја; што ће рећи да је био ловац и сакупљач, али је имао већа и специјализованија оруђа него палеолитски човек, знао је више о биљкама и животињама, а можда је неке животиње и припитомио.

### Гвоздено доба
У раном гвозденом добу, обе обале Рајне настањивала су келтска племена. Међутим, на почетку прероманског гвозденог доба, око 600. п. н. е., прагерманска племена су прешла реку Везер и Алер, и раширила се дуж читаве обале Рајне. Ова експанзија се у археологији назива Јасторф култура. Од око 500. п. н. е. и касније, доња Рајна, а не Везер и Алер, била је граница између келтских и германских племена.

### Геологија
- EUCOR-URGENT: Upper Rhine Graben Evolution and Neotectonics
- Global land environments since the last interglacial
- How the Channel Was Formed Архивирано на веб-сајту  (21. јун 2008)
- Britain's Drowned Landscapes
- „New Dating of European Ice Age”. Архивирано из оригинала 07. 07. 2007. г. Приступљено 04. 04. 2020.
- Sedimentary Architecture … Rhine-Meuse Deposits …
- Rhine-Meuse Delta Studies Архивирано на веб-сајту  (3. април 2018)

### Историја
- Историја Рајне с мапама
- Rhine-Meuse delta studies Архивирано на веб-сајту  (3. април 2018)

### Замкови
- Castles and Hotels on the R hine
- Castles on the Rhine
- More Castles on the Rhine
- State-Owned Historical Monuments in Rhineland-Palatinate

### Пловидба
- Rhine Navigation Commission